# لنکاستر (اورگن)
لنکاستر (به انگلیسی: Lancaster) یک منطقهٔ مسکونی در ایالات متحده آمریکا است که در شهرستان لین، اورگن واقع شده‌است. لنکاستر ۹۶٫۰۱ متر بالاتر از سطح دریا واقع شده‌است.